# Pandora punctata
Pandora punctata är en musselart som beskrevs av Conrad 1837. Pandora punctata ingår i släktet Pandora och familjen Pandoridae. Inga underarter finns listade i Catalogue of Life.